# Lucio Celio Antípatro
Lucio Celio Antípatro  (c. 180-c. 120 a. C.) fue un historiador y jurista romano del siglo II a. C..

## Biografía
Muy poco se sabe sobre su vida; fue contemporáneo de Cayo Sempronio Graco y de Cayo Fannio, que fue cónsul en el año 122 a. C. No hizo carrera política ni ejerció otra magistratura que la de cuestor. Cicerón habla de él en muchos pasajes de sus tratados y lo aprecia como jurisconsulto, no como orador. Enseñó doctrinas jurídicas a Lucio Licinio Craso, a quien Cicerón llama «Orator», y fue amigo del gramático Lucio Elio Estilón.

## Obras
Celio Antípatro fue el primer historiador romano en ornamentar el seco lenguaje de los Anales (hasta entonces una mera lista anual de los eventos notables acaecidos en Roma), diferenciando así sus escritos de una simple cronología; además, añadía con pulcritud y vehemencia la explicación de los hechos. Por estas preocupaciones formales el humanista Pomponio Leto lo consideró más un orador que un jurisconsulto, aunque Cicerón estimaba más su trabajo en esta última disciplina; sin embargo, sus tratados legales no han llegado hasta nosotros, a diferencia de algunas de sus otras obras históricas, aun así bastante fragmentadas o resumidas. Por ejemplo, sus Anales sufrieron un compendio o epítome por parte de Marco Junio Bruto, y aun así se perdieron. Sin embargo, otras obras históricas suyas eran leídas todavía en el siglo II, ya que, según la Historia augusta, el emperador Adriano lo prefería a Salustio.
Aunque algunos afirman que Antípatro escribió nueve obras, de las cuales siete fueron históricas y solo dos legales, hoy se tiende a creer que solo compuso una obra histórica y las referencias a las otras fueron pasajes desgajados que tenían interés por su carácter anticuario, su historia legendaria o su contenido etnográfico. Fue, sin duda, el primero en componer una monografía histórica en prosa latina y no en verso, como había hecho Cneo Nevio sobre la primera guerra púnica. 
Esta obra fue una historia de la segunda guerra púnica en siete libros, muy apreciada porque usó como fuente a Sileno Calatino, uno de los biógrafos y compañeros de Aníbal, y los Origines de Catón el Viejo, que participó en ese conflicto al lado de Escipión el Africano, por lo cual no en vano Valerio Máximo lo tuvo como certus Romanae historiae auctor / "una autoridad confiable en historia romana". Y aunque esta obra no ha conseguido perdurar completa hasta nosotros, sí sabemos que parte de sus noticias fueron recogidas por Tito Livio y hay algunos fragmentos de la misma que Cicerón cita en sus obras. Por estos elementos se sabe algo del contenido de la obra: según Cicerón, Antípatro dedicó su prefacio a Cayo Lelio Sapiens, por ejemplo (aunque una sugerente teoría apunta a que, en realidad, fue dedicada al gramático Lucio Elio Estilón, ya que era su amigo y suponer que fue Lelio choca con la cronología) y que, tras tomar Sagunto, Aníbal tuvo un sueño en que Júpiter le comunicó el camino que debía tomar para invadir Italia: por los Alpes peninos. El título de este libro aún se debate en la actualidad, ya que las fuentes discrepan; Cicerón indica en un solo lugar que se titulaba Bellum Punicum, pero todos los demás autores lo llaman Historiae y Nonio Marcelo solo lo nombra como Annales. Al parecer, Antípatro quiso en su obra no solo unir los hechos con seriedad, sino que, fundándose en la trágica historiografía helenística, hacer una representación dramática y amena de los hechos agrupando el material en torno a dos "héroes principales" antagónicos, Aníbal y Escipión el Africano. Para aumentar el dramatismo adoptó el retorizante asianismo en cuanto al estilo, empleando hipérboles sensacionales, mencionando terremotos y otras fuerzas de la naturaleza e insertando digresiones sobre los fundamentos y tradiciones religiosas de la ciudad, así como recurriendo a discursos ficticios y a la narración de prodigios, sueños y anécdotas. 
La obra de Antípatro fue utilizada al menos diez veces (las que lo cita) por Tito Livio y también por el historiador Dion Casio y Plinio el Viejo. Uno de los amigos anticuarios de Aulo Gelio escribió un trabajo sobre su lenguaje